# Куліда В’ячеслав Григорович
В'ячеслав Григорович Куліда (нар. 22 січня 1970 р., Херсон) — український каноїст, який змагався у середині 90-х. Він вибув у півфіналі змагань К-4 на 1000 м на літніх Олімпійських іграх 1996 в Атланті.